# Самарийпентамагний
Самарийпентамагний — бинарное неорганическое соединение
самария и магния
с формулой Mg5Sm,
кристаллы.

## Получение
- Сплавление стехиометрических количеств чистых веществ:

{\displaystyle {\mathsf {Sm+5Mg\ {\xrightarrow {565^{o}C}}\ Mg_{5}Sm}}}

## Физические свойства
Самарийпентамагний образует кристаллы
кубической сингонии, параметры ячейки a = 2,246 нм,
структура типа гадолинийпентамагния Mg5Gd
.
Соединение образуется по перитектической реакции при температуре 565 °C
.